# Су-26
Су-26 — одномісний спортивно-пілотажний літак розробки ОКБ Сухого. Перший у світі спортивний літак, розрахований на експлуатаційне перевантаження 12 g; руйнівне перевантаження становить 23 g. Вперше серед літаків такого типу оснащений кріслом із великим нахилом спинки (35°), що дає змогу легше переносити високі перевантаження. Також вперше при створенні спортивного літака конструктори спиралися на використання переважно композиційних матеріалів: їх частка у вазі конструкції перевищує 50 %.

## Історія

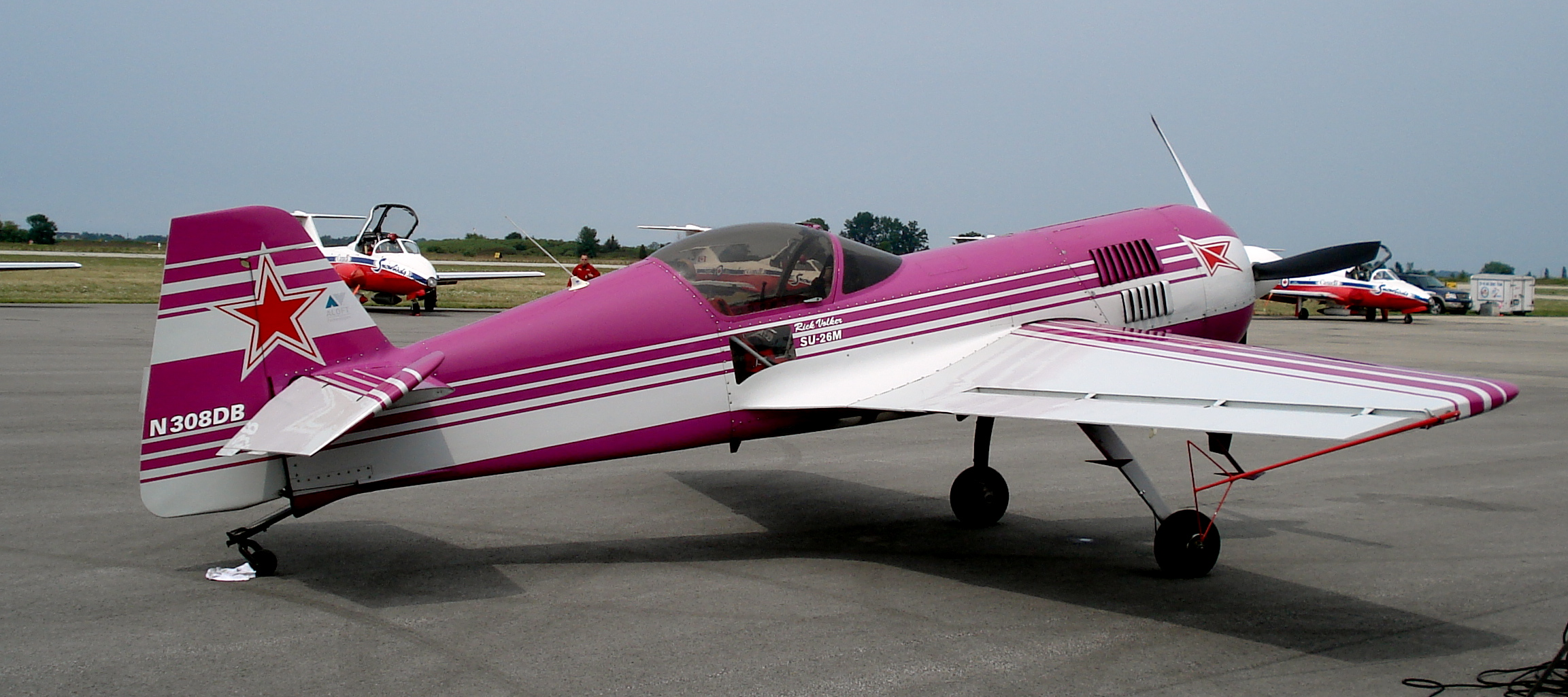
Су-26М

Су-26 — перший літак цивільного призначення ДКБ Сухого. Його розробка почалася у 1983 році, дослідний зразок здійснив перший політ 30 червня 1984 року, пілотував машину Євген Фролов.
Загалом було випущено 5 машин, інші Су-26, що випускалися, були з модифікаціями і мали різні додаткові позначки в назві.
Су-26 вперше був представлений на чемпіонаті соціалістичних країн із вищого пілотажу в серпні 1984 року в Угорщині. Збірна команда СРСР повністю виступала на Су-26М на XIII чемпіонаті світу в серпні 1986 року у Великій Британії, завоювала командну першість і кубок Нестерова, а також 16 медалей із 33, що розігрувалися.
Су-26М швидко завоював звання одного з найкращих спортивно-пілотажних літаків світу для участі в змаганнях та показових виступах. Він займає лідируюче місце за кількістю завойованих на ньому призів на різних змаганнях із вищого пілотажу: до 1993 році на Су-26М завойовано понад 150 медалей, з них понад 90 золотих. Виступаючи на Су-26М, Любов Нємкова стала абсолютною чемпіонкою світу, а Микола Нікітюк — абсолютним чемпіоном Європи. Починаючи з 1996 року в США, Велику Британію, ФРН, Іспанію, ПАР, Австралію та інші країни поставлено понад 120 літаків цього типу.
Су-26М3 — один із небагатьох спортивних літаків, оснащених системою катапультування пілота. У разі аварійної ситуації льотчик має можливість покинути літак із допомогою катапультної системи СКС-94М.
Випуск Су-26М3 припинений. В аероклубах Росії немає Су-26. У розпорядженні збірної Росії з вищого пілотажу знаходяться 3 літаки Су-26М3.

## Модифікації
| Назва моделі | Короткі характеристики, відмінності. |
| ------------ | --- |
| Су-26        | Початковий варіант із дволопатевим гвинтом і крилом без поперечного набору, випущено всього 4 екземпляри. |
| Су-26М       | Покращений варіант Су-26, з трилопатевим гвинтом і крилом з 16 нервюрами. Встановлено поршневий двигун М-14П «ОКБ Моторобудування», місто Воронеж. |
| Су-26МХ      | Експортний варіант літака Су-26М із паливними баками в крилі. Встановлено поршневий двигун М-14Х «ОКБ Моторобудування», місто Воронеж. |
| Су-26М2      | Варіант, оснащений системою трасування траєкторії польоту. |
| Су-26М3      | Варіант, оснащений системою трасування траєкторії польоту і додатковим паливним баком. Оновлені кок гвинта, кабіна льотчика, ліхтар кабіни, крила і оперення, шасі літака, встановлені нові елерони на крилі. Крило модернізовано з підвищенням характеристик і показників аеродинаміки. Встановлено новий авіаційний поршневий двигун М-9Ф потужністю 420 к. с. |

## Льотно-технічні характеристики
| Характеристика                                 | Показник           |
| ---------------------------------------------- | ------------------ |
| Виробник                                       | ОКБ Сухого         |
| Двигун                                         | ПД М-14П           |
| Розмах крила                                   | 7,80 м             |
| Довжина                                        | 6,83 м             |
| Висота                                         | 2,78 м             |
| Площа крила                                    | 11,80 м2           |
| Вага порожнього літака                         | 680 кг             |
| Нормальна злітна маса                          | 835 кг             |
| Екіпаж                                         | 1                  |
| Максимально допустима швидкість:               | 450 км/год         |
| Максимальна швидкість горизонтального польоту: | 310 км/год         |
| Дальність польоту                              | 800 км             |
| Максимальна швидкопідйомність                  | 1800 м/хв (30 м/с) |
| Практичний потолок                             | 4000 м             |
| Макс. експлуатаційне перевантаження            | 12                 |

## Аварії та катастрофи
- 24 вересня 2014 року Су-26М впав в Егейське море. Пілот встиг вистрибнути з парашутом[3].